# امپراتوری دریای شمال
امپراتوری دریای شمال و امپراتوری آنگلو-اسکاندیناوی عباراتی است که مورخان برای اشاره به اتحادیه شخصی پادشاهی‌های انگلیس، دانمارک و گاهی نروژ در بیشتر دوره‌ها بین سالهای ۱۰۱۳ تا ۱۰۴۲ تا پایان دوره وایکینگ‌ها استفاده می‌کنند. این دوره یادآور حاکمیت کوتاه نورس‌ها بر دریاها است.
اولین پادشاه که هر سه پادشاهی را متحد کرد اسون یکم مشهور به ریش چنگالی بود که از سال ۹۸۶ پادشاه دانمارک و از سال ۱۰۰۰ پادشاه نروژ و از سال ۱۰۱۳ پادشاه انگلستان بود. او در سال ۱۰۱۴ درگذشت و قلمروی او تقسیم شد. پسرش کانوت بزرگ نیز در سالهای ۱۰۱۶ - ۱۰۱۸ - ۱۰۲۸ به ترتیب انگلستان دانمارک و نروژ را برای بار دیگر فتح کرد. کانوت درسال ۱۰۳۵ درگذشت و قلمرو او مجدداً تقسیم شد، جانشین او در دانمارک، هاردیکانوت، در ۱۰۴۰ انگلستان فتح کرد و تا زمان مرگش بر آن حکومت کرد. نهایت قدرت پادشاهی زمانی بود که کانوت بر هر سه پادشاهی (۱۰۲۸–۱۰۳۵) حکومت می‌کرد و پس از امپراتور مقدس روم، قدرتمندترین حاکم در اروپای غربی بود.

## تشکیل

### انگلستان
کانوت پسر کوچکتر پادشاه دانمارک، اسون ریش چنگالی بود. هنگامی که پدرش در تاریخ ۳ فوریه ۱۰۱۴ در جریان حمله به انگلیس درگذشت، کانوت، که فرماندهی ناوگان در رودخانه ترنت را به عهده داشت در حالی که اسون در جنوب انگلیس بود، مورد قبول دانمارکی‌ها قرار گرفت. با این حال، این تهاجم از هم پاشید: مردان پادشاهی لیندسی، که قول داده بودند اسب را برای یک حمله تاکتیکی تهیه کنند آماده نکردند و از آن گذشته اشراف انگلیسی پادشاه اتلرد را که قبلاً او را به تبعید فرستاده بودند، مجبور کردند با سختگیری کمتری دوباره به حکومت بپردازد.
برادر کانوت، هارالد پادشاه دانمارک شد، با کمک اریک هاکونسون از نروژ، کانوت ناوگان تهاجمی جدید خود را به وجود آورد و در تابستان ۱۰۱۵ به انگلستان بازگشت. انگلیسی‌ها با فتنه میان پادشاه، پسرانش و سایر اشراف تقسیم می‌شدند. در طی چهار ماه یکی از پسران اتلرد وفاداری خود را به کانوت اعلام کرد و وسکس، قلب تاریخی پادشاهی را به کنترل خود درآورد. قبل از نبرد سرنوشت‌ساز برای تصرف لندن، اتلرد در ۲۳ آوریل ۱۰۱۶ درگذشت. لندنی‌ها پسرش ادموند را به عنوان پادشاه خود انتخاب کردند، در حالی که اکثر اشراف در ساوت‌همپتون با یکدیگر ملاقات می‌کردند و با کانوت جشن می‌گرفتند. کانوت لندن را محاصره کرد، اما مجبور شد تا تجدید قوا بکند و توسط ادموند در نبرد اوتفورد مورد تهاجم قرار گرفت. با این حال، پس از این تهاجم، دانمارکی‌ها به اسکس، حمله کردند. ادموند به نوبه خود در نبرد آساندون شکست خورد. او و کانوت توافق‌نامه‌ای را امضا کردند که براساس آن ادموند وسکس و کانوت کل انگلیس در شمال رودخانه تایمز حفظ خواهد کرد. اما در ۳۰ نوامبر ۱۰۱۶، ادموند درگذشت و با مرگش کانوت پادشاه تمام انگلیس شد.
در تابستان ۱۰۱۷ او با ازدواج با بیوه اتلرد، اما، قدرت خود را مستحکم‌تر کرد، اگرچه پیش از این با یک نجیب‌زاده انگلیسی، الفگیفو از نورت‌همپتون ازدواج کرده بود. وی در سال ۱۰۱۸ مزد ناوگان خود را پرداخت کرد (با پول دریافتی از شهروندان لندن) و کاملاً به عنوان پادشاه انگلیس شناخته شد.

### دانمارک

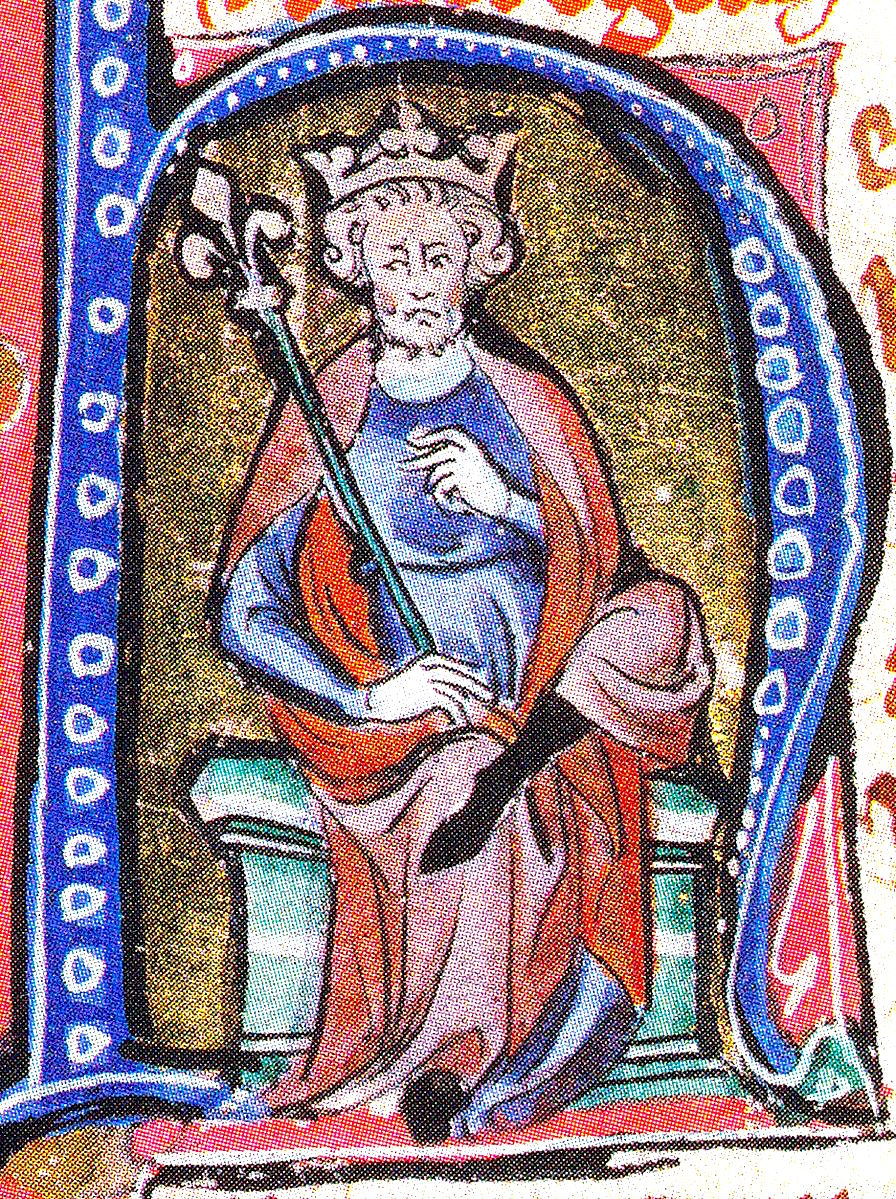
کانوت بزرگ

شاه هارالد در سال ۱۰۱۸ یا ۱۰۱۹ بدون فرزند درگذشت و کشور را بدون جانشین گذاشت. کانوت برادر هارالد بود و در سال ۱۰۱۹ به نامزد پادشاهی دانمارک تبدیل شد. در این حال او نامه‌هایی را از انگلیس می‌فرستاد که در آنها می‌گوید برای جلوگیری از «خطر» نامشخص در خارج از کشور است، او فقط برای فرونشاندن شورش شورشیان بازگشت. یکی از تاریخدان‌های دانمارک بیان می‌کند که دانمارکی‌ها قبلاً کانوت را به‌جای هارالد پادشاه کرده بودند، اما به دلیل غیبت‌های مکرر کانوت، هارالد را به‌جای او نشاندند، تا اینکه سرانجام پس از مرگ هارالد، سرانجام کانوت دوباره پادشاه شد.
پادشاه اولاف نروژ و پادشاه آنوند یاکوب سوئد، پادشاهی دانمارکی را تهدید می‌کردند - پدر کانوت، اسون قدرت را بین خودش و کانوت تقسیم کرده بودند - و آنها هم از نبودن کانوت در انگلیس برای حمله به دانمارک در سال ۱۰۲۵ یا ۱۰۲۶ استفاده کرده و به یارل اولاف، نایب‌السلطنه شورشی دانمارک، پیوستند. کانوت ناوگان اولاف را به‌طور غافلگیرانه شکست داده و نبرد را به ناوگان سوئد در نبرد هلگیا برد. نتیجه دقیق مورد اختلاف است، اما کانوت بهترین نتیجه را گرفت. اولاف فرار کرد و تهدید برای دانمارک برطرف شد.
در سال ۱۰۲۷، کانوت، تا حدی برای جبران گناه خود برای کشتن یارل اولاف در کریسمس قبلی، تا حدی هم برای شرکت در مراسم تاجگذاری کنراد دوم به عنوان امپراتور مقدس روم و نشان دادن اهمیت خود به عنوان یک حاکم، به رم سفر کرد. او عوارضی که برای زائرانی که از اروپای شمالی به رم می‌رفتند، و هزینه‌های پاپی برای اسقف اعظم انگلیس که پول خود را دریافت می‌کردند، تسهیل کرد. او همچنین با کنراد رابطه‌ای را آغاز کرد که منجر به ازدواج پسر امپراتور هنری با دختر کانوت گونهیلد شد و قبل از آن امپراتور شلسویگ و نواری از قلمروی باستانی دانمارک بین هدبی و ایدر که آلمان‌ها به عنوان منطقه حائل علیه آنان اشغال کرده بودند، به دانمارک واگذار کرد.

### نروژ
اولاف دوم قدرت خود را در سراسر نروژ گسترش داده بود، در حالی که یارل اریک با کانوت در انگلیس بود. دشمنی کانوت با وی بیشتر شد: اتلرد در ناوگانی که توسط اولاف تأمین شده بود به انگلستان بازگشت. در سال ۱۰۲۴، کانوت پیشنهاد کرده بود که به اولاف اجازه دهد در نروژ حکومت کند. اما پس از نبرد هلگا، او از تصمیمش صرف نظر کرد و در سال ۱۰۲۸ ۵۰ کشتی برای تصرف نروژ آماده کرد. تعداد زیادی از کشتی‌های دانمارکی به او پیوستند و اولاف در حالی که کانوت در ساحل دریانوردی می‌کرد، وارد اسلو فیورد شد و به نقاط مختلفی رفت و با روسای محلی پیمان بست. سرانجام در نیداروس، که در حال حاضر تروندهایم نام دارد، پادشاه شناخته شد و پس از مدت چند ماه اولاف به سوئد گریخت.
در سال ۱۰۳۰، اولاف تلاش کرد تا برگردد، اما مردم منطقه تروندهایم او را نخواستند و او در نبرد استیکلستاد شکست خورد و کشته شد.

### بخش‌هایی از سوئد
پس از نبرد هلگا نه تنها انگلستان، دانمارک و نروژ بلکه بر «بخشی از سوئد» هم حاکمیت پیدا کرد. از او سکه‌هایی را که در سیگتونا، و در لوند، که اکنون بخشی از دانمارک است یافت شده، که جمله CNVT REX SW ("کانوت پادشاه سوئدی ها") درآنها آمده‌است. گوتالند غربی یا بلکینگه هم همین‌طور. کانوت مجبور نبود در سوئد حضور داشته باشد تا بتواند سکه‌های خود را درآنجا ضرب کند، سکه‌هایی نیز کشف شدند که در آن ادعا می‌کند بر ایرلند حکمرانی می‌کند، تاریخ اولیه سوئد بسیار نامشخص است.

### مناطق شبه نظامی

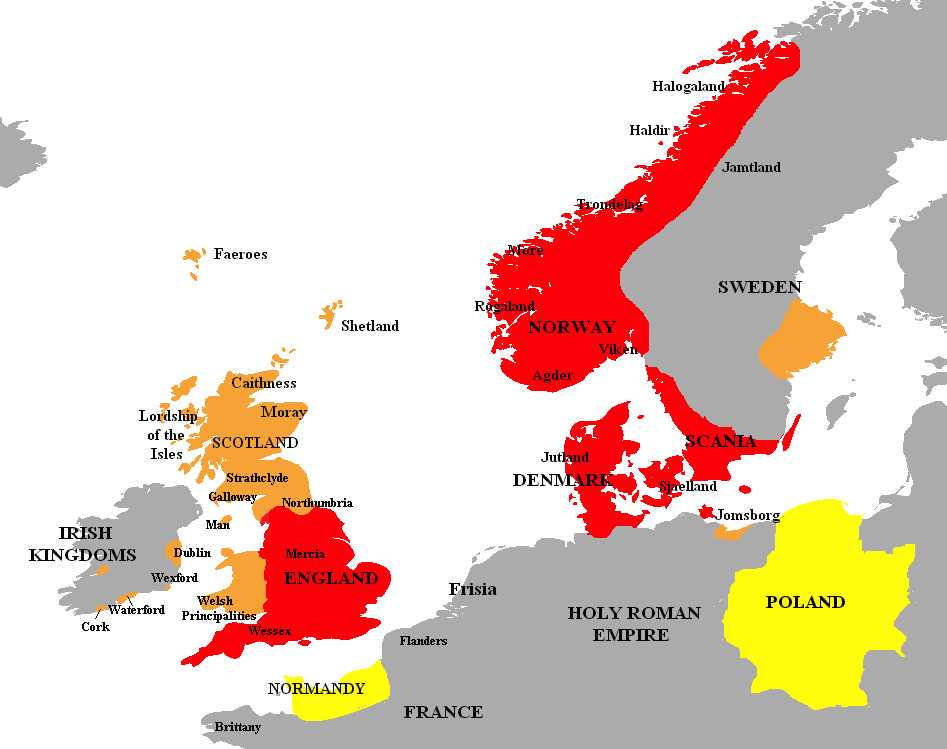
امپراتوری دریای شمال با قرمز: کشورهایی که کنوت پادشاه آنها بود. نارنجی: خراجگذاران. زرد: متحدین.

کانوت با لهستانی‌ها متحد شد. در سال ۱۰۲۲، به همراه گودوین و یارل اولف، ناوگان را به سمت شرق به بالتیک برد تا تسلط خود بر مناطق ساحلی را که پادشاهان دانمارک از یومسبورگ برآن تسلط داشتند، تثبیت کنند.
بلافاصله پس از بازگشت از رم، کانوت رهبری یک ارتش را از اسکاتلند که از نیروای مالکوم، پادشاه بزرگ اسکاتلند، و دو پادشاه دیگر، که یکی از آنها، ایچمارکاچ مک راگنیل، را در سال ۱۰۳۶ را به عهده گرفت و پادشاه دوبلین شد. بدین ترتیب کانوت دوباره سلطه‌اش را بر پادشاهی‌های سلتی که مسبب نابودی پادشاهی در گذشته بودند، دوباره بدست آورد و همچنین کسانی را که از اولاف حمایت کرده بودند، مجازات کرد. نامه از اسکالد Óttarr svarti ایسلندی کانوت را "پادشاه دانمارکی‌ها، ایرلندی، انگلیسی‌ها و ایسلندی‌ها می‌خواند "؛ احتمالاً نروژ جز آنها نیست زیرا کانوت هنوز در آنجا به قدرت نرسیده بود.

## دین
تا اوایل قرن یازدهم، انگلستان برای قرنها مسیحی بود. Danelaw درحال انتقال از پاگانیسم به مسیحیت بود اما در کشورهای اسکاندیناوی هنوز هم عمدتاً بت‌پرست بودند. پدر کانوت اسون، در ابتدا بت‌پرست بوده اما بعداً مسیحی شده در انگلستان، کانوت از منافع کلیسا حمایت می‌کرد و همین امر موجب پذیرش وی از سوی حاکمان مسیحی اروپا شد که پیش از این پادشاهان اسکاندیناوی را تأیید نمی‌کردند. در نروژ، او کلیساهایی را بنا کرد و به همین دلیل از سوی راهب‌ها هم قابل احترام بود و هم سخاوتمند ولی روسای خاندان‌ها که مسیحی نبودند را نیز راضی نگهداشت و بر خلاف اولاف، قوانینی را به نفع کلیسا نکرد تا اینکه قدرت او بر پایهٔ محکمی قرار گیرد.

## حکومت

ارل‌های انگلستان ۱۰۲۵ میلادی

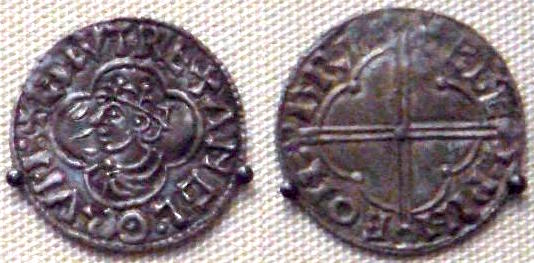
سکه کنوت بزرگ

در اوایل ۱۰۱۷، کانوت بخاطر فتوحاتش به پادشاه انگلستان تبدیل شده بود او انگلستان را به سبک پادشاهی‌های اسکاندیناوی به چهار ارل تقسیم کرد: وسکس به‌طور مستقیم توسط خود کانوت اداره می‌شد دیگر ارل‌ها تور کل بلندقامت به عنوان ارل شرق آنگلیا، اریک هاکونسون به عنوان ارل نورثامبریا و اریک استرونا به عنوان ارل مرسیا بودند. در سال ۱۰۱۸، کانوت دو ارل نشین را در وسکس از نو به‌وجود آورد و در نشستی در آکسفورد، پیروان او و نمایندگان انگلیسی به توافق رسیدند که وی طبق قوانین پادشاه ادگار حکومت خواهد کرد.
مورخ انگلوساکسون، فرانک استنتون، خاطرنشان می‌کند که رویداد نامه آنگلوساکسون در مورد سلطنت کانوت حرفی نمی‌زند و تنها به سفرهای مکرر وی به خارج از کشور می‌پردازد و این نشان می‌دهد که وی حضوری قدرتمند در انگلستان را داشته‌است. تور کل احتمالاً در دوران غیبت او به عنوان فرمانده سپاه عمل می‌کرده. روابط آنها در دانمارک در سال ۱۰۲۳، با مبادله فرزندانش و جانشین شدن تور کل در دانمارک، نشان می‌دهد که تور کل آنها را با یک نیروی مسلح پیروز کرده بود.
با این حال، این به گوش دیگری از گوشهای Cnut , Siward، واگذار شد تا از تلفیق قدرت انگلیسی خود در اسکاتلند، از نام خانوادگی Northumbria محافظت کند. در هنگام مرگ در سال ۱۰۵۵، او نه پادشاه، بر تمام قلمروی که پادشاهی استراکلیید در اوایل قرن قبل از آن ضمیمه شده بود، حاکم بود.
دانمارکی‌ها دلیل بیشتری برای غصه خوردن در مورد غیبت‌های Cnut داشتند تا انگلیسی‌ها. او در درجه اول از انگلیس سلطنت کرد، و مسئولان را در دانمارک کنار گذاشت. او Thorkell را به عنوان مشاور اصلی خود در انگلیس با Godwin، یک انگلیسی که او Earl of Wessex را جایگزین کرد، جایگزین کرد در حالی که در طی سه سال از آشتی آنها، او همچنین به عنوان رئیس دانمارک جایگزین شده بود، توسط Ulf Jarl، شوهر خواهر Cnut، که او Cnut همچنین سرپرست پسرش توسط Emma، Harthacnut شد. اولف به نوبه خود کمتر وفادار بود، ابتدا با پادشاهان سوئد و نروژ علیه او توطئه کرد، و سپس با ایجاد این که اشراف به جشن هاردیکانوت (از این رو به‌طور مؤثر برای او) قسم خوردند، بازی قدرت را انجام دادند. Cnut در کریسمس ۱۰۲۶ به دانمارک بازگشت، housecarls خود دستور داد برای کشتن اولف، و آن را در کلیسای ترینیتی در انجام شد Roskilde را. در اواخر عمر، او کاملاً جایگزین حلقه درونی اسکاندیناوی شد که وی را با انگلیسی‌ها توصیه می‌کرد.
در نروژ، Cnut در سال جدید ماند و پس از آن پسر یارل اریک، Hakon را به عنوان فرمانده خود رها کرد (او با همان ظرفیت به Sweyn Forkbeard خدمت کرده بود)، اما او زمستان بعد را غرق کرد. به عنوان جایگزین او Cnut ارسال Swein، جوان تر از او دو پسر توسط Ælfgifu و بنابر این به عنوان Sveinn Alfífuson در نروژ - همراه با مادر خود به عنوان سرپرست. آنها در جنوب نروژ به تعویق افتادند در حالی که بازگشت اولاف رد شد، اما حتی بیشتر از آنچه که شده بود غیرقابل انکار بود. الفگیفو سعی کرد تا مالیاتی جدید و کنترل‌های سختگیرانه تری را به افرادی تحمیل کند که استقلال خود را ارج می‌نهند و خصوصاً از این که آداب و رسوم جدید دانمارکی است ابراز ناراحت کردند.
او همچنین آماده است که دانمارک را به یکی از پسران خود واگذار کند: وی پس از قدرت گرفتن در نروژ، دادگاه بزرگی را در نیداروس برگزار کرد و هارتاکاتن، پسرش را توسط اما، پادشاه دانمارک اعلام کرد. همان‌طور که استنتون خاطرنشان می‌کند، با انتصاب پسران مختلف وارثان خود در کشورهای مختلف، وی نشان داد که وی «قصد عمدی برای ایجاد یک امپراتوری شمالی را ندارد … [که] پس از مرگ وی متحد خواهد ماند.» شاید به سادگی عرف مردم او بوده‌است. به هر حال، در تمام دوران سلطنت کنت مشخص بود که ضعف امپراتوری او در عدم امکان یافتن مأمورین وفادار و شایسته برای حاکمیت در زمانی که وی نتواند حضور داشته باشد نهفته‌است. و پسرانش نتوانستند آن را در کنار هم نگه دارند.

## پس از مرگ کانوت

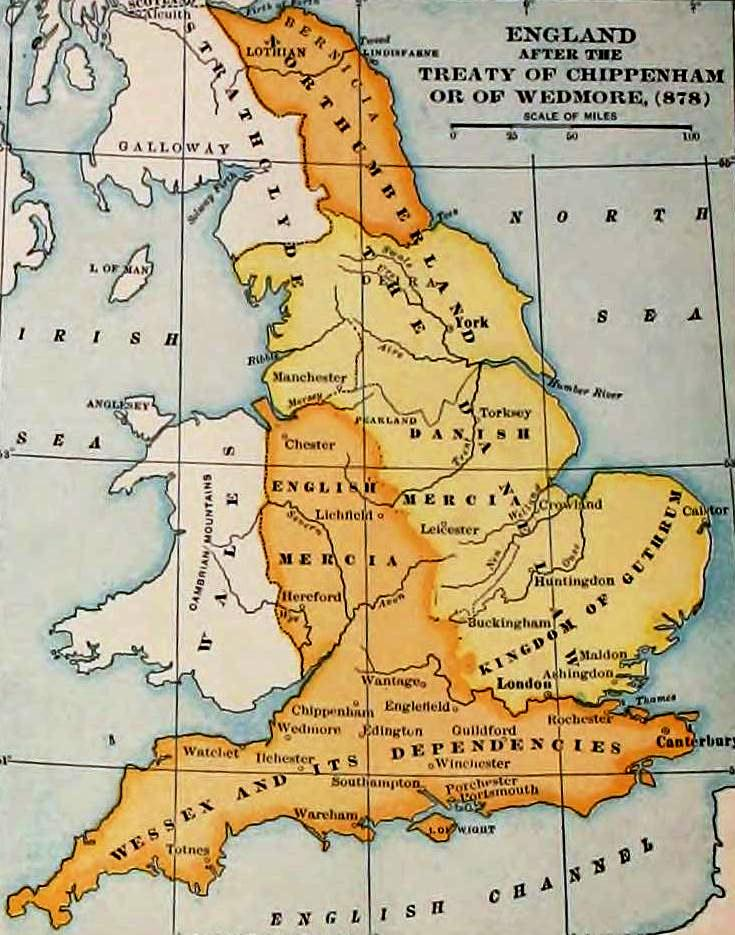
نقشه امپراتوری دریای شمال پس از مرگ کانوت

امپراتوری دریای شمال بلافاصله پس از مرگ کانوت درسال۱۰۳۵ دچار فروپاشی شد. آغاز فروپاشی، در نروژ بود: تا زمستان سال ۱۰۳۳، سوین و الف گیفو چندان درمیان مردم محبوب نبودند و مجبور شدند ترندهایم را ترک کنند. در سال ۱۰۳۴ رهبر لشکر که در اولیکاداد پادشاه اولاف را از بین برد و به قتل رساند، با یکی از پیروان وفادار پادشاه همراه شد تا پسرش خردسال خود را، مگنوس ، پس از بازگشت به گارداریکی ، به سلطنت برساند، و در پاییز ۱۰۳۵، چند هفته قبل از کانوت. درگذشت، سوین و مادرش مجبور شدند از کشور فرار کنند و به دانمارک بروند. پس از مدت کوتاهی سوین درگذشت.
در دانمارک، هاردیکانوت قبلاً به عنوان پادشاه حکمرانی می‌کرد، اما به دلیل تهدیدی که مگنوس نروژ برای انتقام دقیق از آن حمله می‌کرد، سه سال نتوانست از آنجا خارج شود. در این میان اشراف انگلیس، بین او و پسر کوچکتر کنت توسط الفگگیفو، هارولد هارفوت تقسیم شدند، تصمیم گرفتند با داشتن فرمانروایی هارولد به عنوان سلطان سازش کنند و تا پایان سال ۱۰۳۷، الفگیفو مهمترین را به ادعای بیعت با هارولد ترغیب کرد. محکم مانند هارولد اول، و مادر خود هاردیکانوت، ملکه Emma، مجبور به پناه بردن به فلاندر شدند.
هاردیکانوت یک ناوگان تهاجمی را برای کشتی‌گیری انگلیس از برادر ناتنی خود آماده کرد، اما دومی در سال ۱۰۴۰ قبل از استفاده از آن درگذشت. هاردیکانوت پس از آن پادشاه انگلیس شد و آن را با دانمارک مجدداً پیوست، اما به‌طور کلی تصور بدی به عنوان پادشاه کرد. آنگلو ساکسون تواریخ دربارهٔ او گفت که او در تمام دوران سلطنت خود هرگز کاری سلطنتی نکرد. وی ناگهان در ژوئن ۱۰۴۲ «در حالی که در نوشیدنی خود ایستاده بود» در جشن عروسی تووی پرود، یکی از مضامین دانمارکی دربار پدرش درگذشت. به نظر می‌رسد که در نگاه اول مرگ هاردیکانوت پایان امپراتوری دریای شمال را به همراه داشته‌است. با این حال مگنوس از نروژ ، با استفاده از توافقی که او در سال ۱۰۴۰ با هاردیکانوت بسته بود ، کنترل دانمارک را در دست گرفت و قصد داشت به انگلستان حمله کند و پادشاهیان و امپراتوری را مجدداً به هم بخورد. در تثبیت قدرت خود در دانمارک، وی حمله به وندیش را در نبرد لیرسکوف هده آغاز کرد که اندکی پس از آنکه او قلعه‌های جومسویکینگ را نابود کرد، آغاز شد. این ممکن است یک هدف مؤثر باشد زیرا یکی از مؤلفه‌های مهم سیاسی و نظامی اسون ریش چنگالی و ظهور کانوت بزرگ را به سلطه نابود کرده‌است. در حالی که مگنوس در سال ۱۰۴۶ سونین سوئد را از دانمارک خارج کرده بود، آدم از برمن به‌طور خلاصه یادداشت می‌کند که Sveyn و یک Earl Tovi در سال ۱۰۴۷ مگنوس را از دانمارک خارج کردند. این مورد توسط معاصر آنگلو-ساکسون کرونیکل تأیید شده‌است که گزارش می‌دهد که در سال ۱۰۴۷ سوین از انگلیس درخواست ۵۰ کشتی برای کمک به نبرد با مگنوس کرد. "و سپس سوین مگنوس را از دانمارک اخراج کرد و با قتل‌عام عظیمی وارد کشور شد و دانمارکی‌ها مبلغ زیادی به او پرداختند و او را به عنوان پادشاه به رسمیت شناختند؛ و در همان سال مگنوس درگذشت.